# Francisco Bonet Serrano
Francisco Bonet Serrano, meglio conosciuto come Paco Bonet (Almuñécar, 27 giugno 1959), è un ex calciatore spagnolo, di ruolo difensore.

## Carriera

### Club
Cresce tra le file dell'Elche. Nel 1982 si trasferisce al Real Madrid, con le merengues gioca tre stagioni vincendo una Coppa UEFA.
Nel 1985 passa per una stagione al Real Madrid Castilla.
Nel 1986 si trasferisce al Maiorca, chiudendovi la carriera nel 1989.

### Nazionale
Ha totalizzato quattro  presenze con la Nazionale di calcio spagnola, debuttando il 27 ottobre 1982 in Spagna-Islanda 1-0.

## Palmarès

### Club

#### Competizioni internazionali
- Coppa UEFA: 1

Real Madrid: 1984-1985